# ماناساس (جورجيا)
ماناساس (بالإنجليزية: Manassas, Georgia)‏ هي مدينة تقع في مقاطعة تاتنال، جورجيا بولاية جورجيا في الولايات المتحدة. تبلغ مساحة هذه المدينة 2 (كم²)، وترتفع عن سطح البحر 64 م، بلغ عدد سكانها 100 نسمة في عام 2010 حسب إحصاء مكتب تعداد الولايات المتحدة.

## وصلات خارجية
- Cities & Counties - Georgia.gov